# Here She Comes Now/Venus in Furs
Here She Comes Now/Venus in Furs är en split-singel med Nirvana och The Melvins, släppt 1991. Singeln begränsades till 1000 upplagor och finns tillgänglig i över 20 olika färger på vinylskivan. Båda låtarna är coverversioner på tidigare låtar av bandet The Velvet Underground. De olika sidorna på singeln är skapade för att likna de framsidor som låtarna släpptes på från första början: Nirvanas framsida påminner om framsidan till White Light/White Heat och The Melvins framsida påminner om framsidan till The Velvet Underground & Nico. Nirvanas version av "Here She Comes Now" har senare släpps på hyllningsalbumet Heaven & Hell: A Tribute to The Velvet Underground - Volume One och With the Lights Out.

## Låtlista
| Nr | Titel                        | Kompositör                             | Längd |
| -- | ---------------------------- | -------------------------------------- | ----- |
| 1. | Here She Comes Now (Nirvana) | John Cale, Sterling Morrison, Lou Reed |       |
| 2. | Venus in Furs (The Melvins)  | Reed                                   |       |